# André Pieyre de Mandiargues
André Paul Édouard Pieyre de Mandiargues, född 14 mars 1909 i Paris, död 13 december 1991 på samma plats, var en fransk författare som stod surrealismens andra generation nära. Hans samlade verk består av dikter, berättelser och romaner, essäer, pjäser och översättningar. Han var även en stor samlare av pornografi.

## Liv och verksamhet
André Pieyre de Mandiargues föddes i en kalvinistisk familjetradition. Hans far kom från Languedoc och Cevennerna och hans mor från Normandie. Han började med att studera litteratur innan han hängav sig åt arkeologi, i synnerhet etruskisk civilisation. Han reste runt i Europa och medelhavsområdet före andra världskriget. 1943 flydde han undan den tyska ockupationsmakten till Monaco och debuterade där samma år med diktsamlingen Dans les années sordides. Merparten av hans litterära produktion består av poesi. 1979 visade Franska akademien sin uppskattning genom att tilldela honom sitt stora poesipris.
Han återvände till Paris efter krigsslutet 1945 och fick behörighet till den krets av konstnärer och författare som samlades runt den likaledes återvändande surrealisten André Breton. Ett par år senare lärde André Pieyre de Mandiargues känna den unga italienskan Bona Tibertelli de Pisis (1926–2000). Hon var brorsdotter till den italienske målaren och poeten Filippo de Pisis (1896–1956) som stod nära pittura metafisica. Hon skulle själv verka som bildkonstnär och bli känd under sitt förnamn Bona. André och Bona gifte sig 1950 och fick tillsammans dottern Sibylle. Bona porträtterade André Pieyre de Mandiargues i en akrylmålning på duk 1968. André tillägnade Bona titelnovellen till sin erotiska novellsamling Le deuil des roses (1983). Han översatte även hennes farbror Filippo de Pisis texter i ett par volymer på 1970-talet, bland annat 11 + 1 poèmes, illustrerad av Bona. Makarnas gemensamma korrespondens gavs ut postumt av ett konstförlag 2005.
André Pieyre de Mandiargues mest lästa roman är förmodligen La Motocyclette (1963). Den översattes till svenska 1966 ("Motorcykeln") och omarbetades för film av den brittiske regissören Jack Cardiff och manusförfattaren Ronald Duncan, The Girl on a Motorcycle ("Flickan och motorcykeln", 1968), med Marianne Faithfull i huvudrollen som Rébecca Res mot Alain Delon som hennes älskare Danièl Lionart. Den betraktades som en skandalfilm på sin tid, men har inte med alla partier av sin litterära förlaga.
1967 tilldelades André Pieyre de Mandiargues Goncourtpriset för en annan roman, La Marge. Den romanen kom på svenska året efter under titeln "Tornet" och bearbetades för film 1976 av den polsk-franske regissören Walerian Borowczyk under samma franska titel som romanen. I Sverige hade filmen premiär i april 1978 och hette då "Flickan från Rue S:t Denis". Borowczyk filmatiserade även Pieyre de Mandiargues novell La marée ur samlingen Mascarets (1971) och lät den inleda filmen Contes immoraux (1974) som den första av fyra erotiska berättelser.
Passionerat upptagen av erotica skrev Pieyre de Mandiargues förord till såväl Berättelsen om O av Anne Desclos som Irenes fitta av Louis Aragon och den efterlämnade romanen Mammas tre flickor av Pierre Louÿs. Han ägde också en imponerande samling påhittiga konstföremål i ämnet, äldre litografier, pendylstyrda träskulpturer av tidelagsscener, dyrbara massagestavar av elfenben, tidiga fotografier av cunnilingus etc. Denna samling gjordes till föremål för en dokumentär kortfilm av Walerian Borowczyk kallad Une collection particulière (1973), producerad av Peter Schamoni.
Han skrev en mängd essäer, bland annat om tidsmässigt avlägsna manieristiska konstuttryck som Sacro Bosco och Arcimboldos målningar, liksom om sina samtida Hans Bellmer och Henri Michaux. Han hjälpte för övrigt till att översätta ett par verk av Yukio Mishima till franska, bland annat skådespelet Madame de Sade eller Markisinnan de Sade som den heter på svenska.
I en fransk dokumentärserie för tv kallad "Un siècle d'ecrivains" porträtterade dottern Sibylle Pierye de Mandiargues sin far, André Pieyre de Mandiargues - L'amateur d'imprudence (2000).
Till hans minne har ett promenadstråk uppkallats efter honom i Paris, Rue André Pieyre de Mandiargues i 13:e arrondissementet.
Han vilar på Père-Lachaise, div. 35.

## Utmärkelser
- 1967: Goncourtpriset för romanen La Marge.
- 1979: Franska akademiens Grand Prix de poésie.

## Verk (urval)

### Poesi
- L'Âge de craie, Poésies complètes, tome I (Gallimard, 2009)
- Écriture ineffable, Poésies complètes, tome II (Gallimard, 2009)
  - Åtta dikter, tolkade av Lasse Söderberg, Gunnar Harding och Pierre Zekeli. Ingår i: Fransk poesi 1910-1970, antologi (FIB:s Lyrikklubb, 1973)

### Noveller
- Le Musée noir (Gallimard, 1946)
- Mascarets (Gallimard, 1971)
- Le Deuil des roses (Gallimard, 1983)
- Récits érotiques et fantastiques (Gallimard, 2009)

### Romaner
- La Motocyclette (Gallimard, 1963)
  - Motorcykeln övers. Åsa Styrman (Almqvist & Wiksell / Gebers, 1966)
- La Marge (Gallimard, 1967)
  - Tornet övers. Ulf Castelius (Gebers, 1968)

### Essäer
- Masques de Léonor Fini (La Parade, 1951)
- Les Monstres de Bomarzo, avec trente-six photographies de Glasberg (Grasset, coll. "La Galerie en images", 1957)
- Le Belvédère (Grasset, 1958)
- Bona l'amour et la peinture (Genève, Skira, coll. "Les Sentiers de la création", 1971)
- Arcimboldo le merveilleux (en coll. avec Yasha David), Robert Laffont, 1977)
- Le Trésor cruel de Hans Bellmer (Le Sphinx, coll. "Le Plan des Sources", 1979)
- Aimer Michaux (Fata Morgana, 1983)

### Brevväxlingar
- Bona och André Pieyre de Mandiargues: Correspondances, (Éditions Filigranes, coll. "Saison", numéros 22, 2005).
- André Pieyre de Mandiargues och Jean Paulhan: Correspondance 1947-1968. (Gallimard, coll. Les Cahiers de la NRF, 2009)
- Leonor Fini och André Pieyre de Mandiargues: L'Ombre portée. Correspondance 1932-1945. (Paris, Le Promeneur, 2010)
- André Pieyre de Mandiargues och Francis Ponge: Lettres familières 1950-1980. (La Rochelle, Éditions Himeros, 2011)